# Telhado (Fundão)
Telhado is een plaats (freguesia) in de Portugese gemeente Fundão en telt 619 inwoners (2001).